# دالقالی (نفت‌چاله)
دالقالی (معروف به پروروا Prorva تا ۱۴ ژوئیه ۱۹۹۸) یک منطقه مسکونی در جمهوری آذربایجان است که در شهرستان نفت‌چاله واقع شده‌است.